# نبرد سربازخانه‌ها
نبرد پادگان یا نبرد سربازخانه ها(به کرواتی: Bitka za vojarne)مجموعه ای از درگیری ها بود که در اواسط تا اواخر سال ۱۹۹۱ بین گارد ملی کرواسی(ZNG که بعداً به ارتش کرواسی تغییر نام داد)و پلیس کرواسی از یک طرف و یوگسلاوی روی داد. همچنین ارتش خلق یوگوسلاوی (JNA) از سوی دیگر. این نبرد در اطراف پست های متعدد JNA در کرواسی رخ داد، زمانی که نیروهای کرواسی پادگان های JNA، انبارهای ذخیره سلاح و سایر تأسیسات را محاصره کردند. به‌طور رسمی در ۱۴ سپتامبر آغاز شد. هدف آن خنثی کردن مواضع JNA در قلمرو تحت کنترل ZNG و تأمین تجهیزات، تسلیحات و مهمات برای ZNG که تضعیف شده است بود.
نبرد سربازخانه ها(یا پادگان) تشدید درگیری بین مقامات کرواسی و صرب های کرواسی بود که آشکارا در اوت ۱۹۹۰ شورش کردند و تلاش های JNA برای حفظ فدراسیون یوگسلاوی. در همان زمان، کرواسی اقداماتی را برای دستیابی به استقلال از یوگسلاوی انجام داد. نبرد پادگان برای مدت کوتاهی قبل از شروع کارزار JNA در کرواسی انجام شد، خود در اوایل سپتامبر اصلاح شد تا تسکین پادگان های محاصره شده را به برنامه های عملیات اضافه کند. با این حال، پیشروی JNA تا حد زیادی توسط ZNG مهار شد و تعداد کمی از امکانات JNA را کاهش داد.
ZNG پلیس پست های کوچک JNA و تعدادی انبار و پادگان بزرگ اسلحه از جمله کل سپاه سی و دوم (وراژدین) JNA را به تصرف خود درآوردند. این اقدام، انبار قابل توجهی از تسلیحات را در اختیار نیروهای کرواسی قرار داد از جمله ۲۵۰ تانک، صدها قطعه توپ و مقدار زیادی اسلحه کوچک و مهمات که در دفاع در برابر پیشرفت‌های JNA در مراحل اولیه جنگ استقلال کرواسی بسیار مهم بود. برخی از تأسیسات JNA بدون درگیری تسلیم شدند، در حالی که برخی دیگر در برابر تصرف مقاومت مسلحانه کردند. در برخی نقاط، این امر باعث تلفات غیرنظامیان شد زیرا پادگان ها در مناطق شهری قرار داشتند. اتهامات قانونی سوء استفاده یا کشتن پرسنل اسیر شده JNA و اتهامات جنایات جنگی علیه غیرنظامیان در کرواسی مطرح شد، اما اکثر متهمان همچنان آزاد هستند.
در ماه نوامبر، JNA و کرواسی به توافقات متعددی برای پایان دادن به محاصره و خروج JNA از کرواسی دست یافتند. این خروج تا چهار ژانویه ۱۹۹۲ تکمیل شد، مگر در مناطق اطراف دوبرونیک و جزیره ویس و جزیره لاستوو.  JNA تا تابستان ۱۹۹۲ در آنجا حضور داشت. با خروج JNA از مناطق تحت کنترل خود در کرواسی، نیروهای حافظ صلح سازمان ملل متحد با طرح ونس جایگزین آن شدند.

## زمینه
در سال ۱۹۹۰، تنش‌های قومی بین صرب‌ها و کروات‌ها پس از شکست انتخاباتی دولت جمهوری سوسیالیستی کرواسی توسط اتحادیه دموکراتیک کرواسی(Hrvatska demokratska zajednica، HDZ) تشدید شد. ارتش خلق یوگسلاوی (Jugoslovenska Narodna Armija – JNA) سلاح های دفاع سرزمینی کرواسی (Teritorijalna obrana – TO) را مصادره کرد تا مقاومت را به حداقل برساند. در ۱۷ آگوست، تنش‌ها به شورش آشکار صرب‌های کرواسی تبدیل شد، که در نواحی عمدتاً صرب‌نشین مناطق داخلی دالماسی در اطراف کنین (تقریباً ۶۰ کیلومتری (۳۷ مایلی) شمال شرقی شهر اسپلیت) متمرکز شد. بخش هایی از لیکا، کوردون، بانووینا و شرق کرواسی. صربستان با حمایت مونته نگرو و استان های ویوودینا و کوزوو در صربستان، تلاش کرد تا موافقت رئیس جمهور یوگسلاوی را در مورد عملیات JNA برای خلع سلاح نیروهای امنیتی کرواسی در ژانویه ۱۹۹۱ به دست آورد. این درخواست رد شد و یک درگیری بی‌خون بین شورشیان صرب و پلیس ویژه کرواسی در ماه مارس باعث شد که خود JNA از ریاست جمهوری فدرال بخواهد که به آن اختیارات زمان جنگ بدهد و وضعیت اضطراری اعلام کند. اگرچه صربستان و متحدانش از این درخواست حمایت کردند، خود JNA در ۱۵ مارس رد شد. اسلوبودان میلوشویچ، رئیس جمهور صربستان، که کارزار گسترش صربستان را به حفظ یوگسلاوی با کرواسی به عنوان یک واحد فدرال ترجیح می داد، علناً تهدید کرد که ارتش صربستان را جایگزین JNA خواهد کرد و اعلام کرد که دیگر اختیارات ریاست جمهوری فدرال را به رسمیت نمی شناسد. این تهدید باعث شد که JNA به تدریج برنامه های حفظ یوگسلاوی را به نفع گسترش صربستان کنار بگذارد، زیرا JNA تحت کنترل میلوشویچ قرار گرفت. در اواخر ماه مارس، درگیری به اولین تلفات افزایش یافت. در اوایل آوریل، رهبران شورش صرب ها در کرواسی قصد خود را برای ادغام منطقه تحت کنترل خود با صربستان اعلام کردند. دولت کرواسی به این منطقه به عنوان یک منطقه جدا شده نگاه می کرد.